# Drehmaschinenwerkstatt

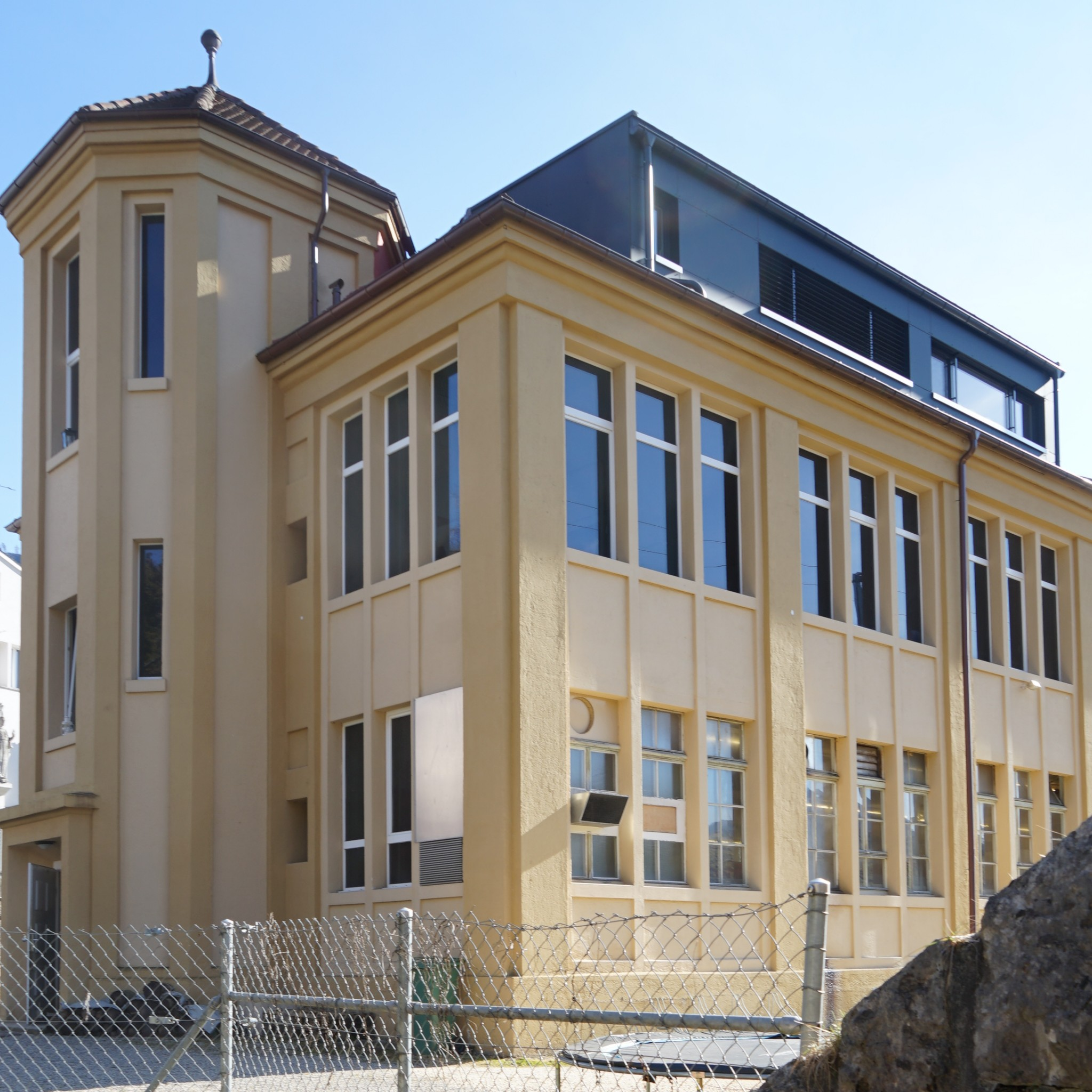
Teilansicht von Norden (2022)

Die Drehmaschinenwerkstatt (französisch Atelier de décolletage) in Moutier (deutsch Münster) im Kanton Bern in der Schweiz wurde 1923 errichtet. Das Gebäude im Stil der Moderne in der Rue du Viaduc 21 steht unter Denkmalschutz.

## Lage
Das Bauwerk steht im Süden der Altstadt jenseits des Bahndamms.

## Geschichte
Im Gebäude des ehemaligen Unternehmens «Venus» wurden Kaliber für Chronometer angefertigt. Es ist heute Zulieferbetrieb und Fertigungsstätte für feinmechanische Bauteile für eine Reihe von Industriezweigen (Stand März 2022).
Das Haus wurde 2000 rechtskräftig in das «Bauinventar» der Denkmalpflege des Kantons als «schützenswert» aufgenommen und ist als Kulturgüter-Objekt von lokaler Bedeutung («Kategorie C», Objet C) ausgewiesen.

## Beschreibung
Der Bau gilt als «interessantes» und «gut erhaltenes» Beispiel der Industriearchitektur der 1920er Jahre. Es wird durch zwei achteckige Treppentürme an den Schmalseiten geprägt.

## Belege
1. 1 2  Denkmalpflege des Kantons Bern: Biel/Bienne, Rue du Viaduc 21. (PDF) In: Bauinventar des Kantons Bern. Kanton Bern, abgerufen am 29. März 2022 (Drehmaschinenwerkstatt).

Koordinaten: 47° 16′ 38,7″ N, 7° 22′ 22,4″ O; CH1903: 595026 / 236283